# 洋泾区
洋泾区，旧区名。1927年由上海特别市设置。
在今上海市浦东新区西部、黄浦江东岸。以区内有洋泾港及洋泾镇得名。1945年陆行区撤销并入本区。1952年西部析设东昌区。1956年撤销，与高桥、杨思二区合并，改设东郊区。 